# Derrière les mots
Pistes de Alain Souchon & Laurent Voulzy
Oiseau malin
Derrière les mots est une chanson commune d'Alain Souchon et de Laurent Voulzy. Il s'agit du premier single extrait de l'album Alain Souchon & Laurent Voulzy sorti en téléchargement le 6 octobre 2014. 

## Présentation
La chanson met en lumière l'importance et le poids des mots et des voix et ceux qui sont derrière ceux qui les prononcent.

## Classements
| Pays                                    | Meilleure position |
| --------------------------------------- | ------------------ |
| France (SNEP)                           | 35                 |
| Belgique (Wallonie Ultratop 50 Singles) | 22                 |